# Calificările pentru Campionatul Mondial FIFA 2022
Calificările pentru Campionatul Mondial de Fotbal 2022 decid 31 din cele 32 de echipe care vor juca la Cupa Mondială, cu gazdele, Qatar, calificată automat. Toate cele 210 asociații membre FIFA sunt eligibile pentru a intra în procesul de calificare.
Tragerea pentru calificări este programată să aibă loc la 17 iulie 2019. Cu toate acestea, calificările au fost deschise cu o lună mai devreme, cu jucătorul mongol Norjmoogiin Tsedenbal marcând primul gol din calificări la 6 iunie 2019. 

## Echipe calificate

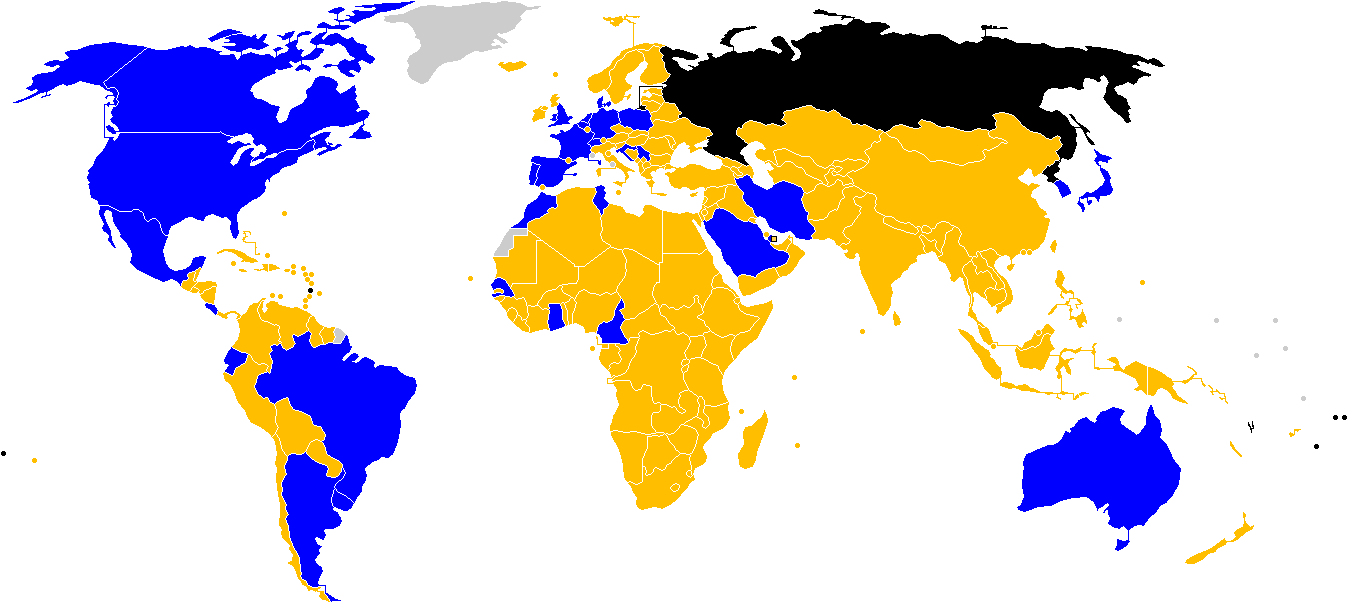
Echipe calificate
Echipe în fază de calificare
Echipe necalificate
Echipe descalificate

Echipe calificate
     Echipe în fază de calificare
     Echipe necalificate
     Echipe descalificate
| Echipa | Metoda calificării | Data calificării | Apariție în finală | Ultima apariție | Cea mai bună performanță anterioară | Clasamentul FIFA la începutul calificărilor |
| ------ | ------------------ | ---------------- | ------------------ | --------------- | ----------------------------------- | ------------------------------------------- |
| Qatar  | Gazdă              | 2 decembrie 2010 | 1                  |                 |                                     | 55                                          |

## Procesul de calificare
Nu toate federațiile regionale și-au anunțat procesul de calificări pentru Cupa Mondială din 2022. Toate asociațile membre FIFA, din care în prezent există 211, sunt eligibile pentru a intra în calificare. Qatar, ca gazde, s-a calificat automat pentru turneu. In orice caz, Qatar este obligat de către AFC să participe la etapa de calificare din Asia, în timp ce primele două runde sunt de asemenea runde de calificări pentru Cupa Asiei AFC 2023. Pentru prima dată după primele două turnee din 1930 și 1934, Cupa Mondială va fi găzduită de o țară a cărei echipă națională nu a mai jucat vreodată un meci finală. Franța ca câștigătoare, va trece, de asemenea, prin etapele de calificare ca normal.

### Rezumatul calificării
|  | Notă: Numărul de echipe participante la turneul principal este de 32. Diviziile de pe continente, totuși, în august 2014 nu a fost anunțată. Lista de mai jos se bazează pe procedura din turneele 2010 și 2014 . |

|              |                |                                       |                  |                             |                   |                              |                                |  |
| Confederație | Echipe la CM   | Echipele care au inceput calificarile | Echipe eliminate | Echipe rămase in competiție | Echipe calificate | Data începerii calificărilor | Data sfârșitului calificărilor |  |
| AFC          | 4/5 +1 (Qatar) | 45 + 1                                | 10               | 35                          | 0+1               | 6 iunie 2019                 | Martie 2022                    |  |
| CAF          | 5              | 54                                    | 14               | 40                          | 0                 | 4 septembrie 2019            | 16 noiembrie 2021              |  |
| CONCACAF     | 3/4            | 35                                    | 0                | 35                          | 0                 | 31 august 2020               | Martie 2022                    |  |
| CONMEBOL     | 4/5            | 10                                    | 0                | 10                          | 0                 | 23 martie 2020               | Martie 2022                    |  |
| OFC          | 0/1            | 11                                    | 0                | 11                          | 0                 | 2020                         | Martie 2022                    |  |
| UEFA         | 13             | 55                                    | 0                | 55                          | 0                 | 25 martie 2021               | 29 martie 2022                 |  |
| Total        | 31 + 1         | 210 + 1                               | 24               | 186                         | 0 + 1             | 6 iunie 2019                 | Martie 2022                    |  |

## Calificarea pe confederații

### AFC
- Prima rundă: Cel mai jos 12 echipe clasate vor juca acasă-și-în deplasare pentru a reduce numărul total de echipe la 40.
- Runda secundă: Cele 40 de echipe vor fi împărțite în opt grupe de câte cinci pentru a juca acasă-și-în deplasare, se califică cele opt câștigătoare de grupe plus cele mai bune 4 de pe locul doi vor avansa în runda a treia calificărilor pentru Campionatul Mondial de Fotbal și se vor califica finala Cupa Asiei AFC.
- A treia rundă:
- A patra rundă:

### CONMEBOL
Consiliul CONMEBOL a decis, la 24 ianuarie 2019, să mențină aceeași structură de calificare utilizată pentru cele șase turnee anterioare.